# It (casa discografica)
La It è stata una casa discografica italiana, nata nel 1969.

## Storia

Vincenzo Micocci nel 1972 con alcuni artisti della IT, della Valliant della Mark 3 e della Apollo; tra di essi vi sono Francesco De Gregori seduto sulla destra, dietro di lui Giorgio Lo Cascio, Edoardo De Angelis al centro, Rino Gaetano sulla sinistra ed Antonello Venditti, Wilma Goich in ultima fila in fondo. In alto a sinistra tre membri della band The Pennies

Dopo le svariate esperienze discografiche prima come direttore artistico della RCA Italiana e della Ricordi, poi come cofondatore della Parade, nel 1970 Vincenzo Micocci decise di fondare questa nuova casa discografica, dopo aver preso degli accordi con Ennio Melis, in maniera tale che la RCA distribuisse i dischi della It: l'accordo prevedeva che, qualora lo ritenesse opportuno, la casa madre avrebbe portuto rilevare il contratto e il catalogo degli artisti giudicati più promettenti.
La sede della nuova etichetta discografica venne stabilita a Roma, in via Guido Banti 46, mentre la sede legale in via Cagliari 13.
Per la registrazione dei dischi Micocci si accordò con Edoardo Vianello, conosciuto durante il periodo alla RCA, che nello stesso anno aprì una sua etichetta discografica, l'Apollo, con uno studio di registrazione di sua proprietà, chiamato Studio 38, dove verranno registrati svariati dischi pubblicati dalla It. Dopo aver fondato la It, Vincenzo Micocci, in collaborazione con Gianni Marchetti, diede vita alla Mark Tre, etichetta anch'essa distribuita dalla RCA Italiana, con l'obiettivo di scoprire e lanciare nuovi talenti. Fra gli artisti che incisero per la Mark Tre ricordiamo il gruppo di rock progressivo The Pennies e la cantante Rosalba Archilletti, con cui l'etichetta partecipò, nel 1970 alla Mostra Internazionale di Musica Leggera di Venezia con Giallo giallo autunno.
L'etichetta divenne presto il trampolino di lancio per i nuovi giovani cantautori, in particolar modo quelli della cosiddetta scuola romana: la It mise sotto contratto tra il 1970 e il 1971 alcuni giovani sconosciuti come Francesco De Gregori, Antonello Venditti, Giorgio Lo Cascio, Rosalino Cellamare (suo è il primo disco pubblicato dalla It, quella Pa' diglielo a ma'  con cui partecipa al Festival di Sanremo 1970), e in molti casi la RCA rilevò il contratto e ristampò i dischi, a volte con differenze grafiche (è il caso, per esempio, di Theorius Campus di Francesco De Gregori e Antonello Venditti, di L'orso bruno di Venditti o di Alice non lo sa di De Gregori).
Coadiuvato dal direttore della promozione Michele Mondella (che in seguito passerà anche lui alla RCA), Micocci espanse il settore di azione della sua etichetta discografica al jazz, suo antico amore, pubblicando i dischi del sassofonista Mario Schiano, al rock progressivo, con la pubblicazione dei dischi dei Pierrot Lunaire e dell'opera rock Eliogabalo, scritta dal torinese Emilio Lo Curcio, ma anche alle canzoni cantate da attori come Nino Manfredi (uno dei più grandi successi di vendita è la versione di Tanto pe' cantà  di Ettore Petrolini eseguita dall'attore castrese) o Laura Betti, o a giovani interpreti come Fiorella Mannoia.
Non tralasciò, però, la canzone d'autore, e tra i nomi nuovi scoperti vi furono Rino Gaetano, Enzo Carella, Gianni Togni, Sergio Caputo, Grazia Di Michele e, negli anni '80, Amedeo Minghi, Mario Castelnuovo e Paola Turci. A partire dalla seconda metà degli anni '80 affianca alla conduzione dell'azienda i figli Stefano e Francesco.

Vincenzo Micocci nel 1982 con alcuni artisti della IT e della Una; tra di essi vi sono Mario Castelnuovo a sinistra del cartellone, alla destra Goran Kuzminac, Gaio Chiocchio a fianco di Castelnuovo, Amedeo Minghi seduto davanti a Micocci e Lando Fiorini alla sinistra di Minghi

Nel 1987 la BMG rileva la RCA internazionale e, quindi, anche la RCA Italiana: decide quindi di non rinnovare più gli accordi con la It.
La famiglia Micocci cercò quindi nuovi partner, e li individuò nel gruppo Virgin, etichetta discografica inglese nata nel 1973 che decise alla fine degli anni ottanta di entrare nel mercato italiano con una propria filiale.
Il tipo di accordo ricalcava quello di vent'anni prima con la RCA, ma mancavano, in quel periodo, i nomi di successo come erano stati anni prima Venditti e De Gregori: nei primi anni '90 Micocci tentò il lancio di giovani cantautori come Marco Conidi e Enrico Sognato, o di cantanti come Francesca Schiavo, ma i risultati non furono pari al passato.
Alla fine degli anni '90, con il distacco dalla Virgin, venne modificata la ragione sociale in Micocci Dischitalia Editori; tra i nuovi artisti messi sotto contratto negli ultimi anni vi fu Joe Barbieri.

## Dischi
La datazione qui riportata si basa sull'etichetta del disco o sulla copertina; qualora nessuno di questi elementi abbia una datazione, è basata sulla numerazione del catalogo; talora è, infine, basata sul codice della matrice di stampa. Se esistenti, sono riportati, oltre all'anno, il mese e il giorno (quest'ultimo dato si trova, a volte, stampato sul vinile).
Con il passaggio alla distribuzione della Virgin Dischi il numero di catalogo dei 45 giri adotta il prefisso VIN, tipico di quest'ultima etichetta, e quello dei 33 giri diventa ITV.

### 33 giri
| Numero di catalogo | Anno          | Interprete                                                         | Titoli                                                      |
| ------------------ | ------------- | ------------------------------------------------------------------ | ----------------------------------------------------------- |
| ZSLT 70001         | 1970          | Fiorenzo Fiorentini                                                | Osteria del tempo perso                                     |
| ZSLT 70002         | 1971          | Guido e Maurizio De Angelis e Nino Manfredi                        | Per grazia ricevuta                                         |
| ZSLT 70003         | 1971          | Achille Millo, Antonio Casagrande, Marina Pagano e Franco Acampora | Io... Raffaele Viviani...                                   |
| ZSLT 70005         | 1971          | Guido e Maurizio De Angelis e Nino Manfredi                        | Trastevere                                                  |
| ZSLT 70006         | 1972          | Mark Fry                                                           | Dreaming with Alice                                         |
| ZSLT 70007         | 1972          | Antonello Venditti e Francesco De Gregori                          | Theorius Campus                                             |
| ZSLT 70008         | 1972          | Nino Manfredi                                                      | Nino Manfredi                                               |
| DZSLT 70010        | Febbraio 1973 | Rosalino Cellamare                                                 | Il bosco degli amanti                                       |
| ZSKT 70011         | 1973          | Paolo Gatti e Teresa Gatta                                         | Due gatti per Roma                                          |
| ZKT 70012          | 1973          | Artisti Vari                                                       | Roma Sempre - (solo su MC)                                  |
| ZSLT 70014         | 1973          | Capitolo Sei                                                       | Frutti per Kagua                                            |
| ZSKT 70015         | Febbraio 1973 | Rocco Malia                                                        | Malaroma                                                    |
| ZSLT 70017         | 1973          | Francesco De Gregori                                               | Alice non lo sa                                             |
| DZSLT 70018        | 1973          | Antonello Venditti                                                 | L'orso bruno                                                |
| ZKT 70019          | 1973          | Artisti Vari                                                       | Roma Sempre - Vol.2 - (solo su MC)                          |
| ZSLT 70020         | 1973          | Maurizio Bigio                                                     | Rock Bigio Blues                                            |
| DZSLT 70021        | Dicembre 1973 | Giorgio Lo Cascio                                                  | La mia donna                                                |
| ZSLT 70023         | 1974          | Silvio Testi                                                       | Luna dopo Laltra                                            |
| ZSLT 70024         | Luglio 1974   | Rino Gaetano                                                       | Ingresso libero                                             |
| ZSLT 70025         | 1975          | Pierrot Lunaire                                                    | Pierrot Lunaire                                             |
| ZSLT 70026         | 1975          | Gianni Togni                                                       | In una simile circostanza                                   |
| ZSLT 70027         | 1975          | Carmelita Gadaleta                                                 | Una canzone coltello                                        |
| ZSLT 70029         | 1976          | Rino Gaetano                                                       | Mio fratello è figlio unico                                 |
| ZSLT 70030         | 1976          | Mario Schiano                                                      | Progetto per un inno: Now's The Time                        |
| ZSLT 70031         | 1976          | Emma Muzzi Loffredo                                                | Tu ti nni futti                                             |
| ZPLT 34000         | 1976          | Pierrot Lunaire                                                    | Gudrun                                                      |
| ZPLT 34001         | 1976          | Alfredo Cohen                                                      | Come barchette dentro un tram                               |
| ZPLT 34002         | 1976          | Maria Monti                                                        | Muraglie                                                    |
| ZPLT 34016         | 1977          | Rino Gaetano                                                       | Aida                                                        |
| ZPLT 34017         | 1977          | Enzo Carella                                                       | Vocazione                                                   |
| ZPLT 34029         | 1978          | Grazia Di Michele                                                  | Cliché                                                      |
| ZPLT 34037         | 1978          | Rino Gaetano                                                       | Nuntereggae più                                             |
| ZPLT 34056         | 1979          | Stani Labonia                                                      | Amarsi                                                      |
| ZPLT 34062         | 1979          | Arturo Stalteri                                                    | André sulla luna                                            |
| ZPLT 34065         | 1979          | Enzo Carella                                                       | Barbara e altri Carella                                     |
| ZPLT 34136         | 1981          | Gianni Togni                                                       | Com'ero/10 Canzoni(Ristampa di "In Una Simile Circostanza") |
| ZPLT 34151         | 1982          | Lando Fiorini                                                      | Mozzichi e baci                                             |
| ZPLT 34159         | 1982          | Mario Castelnuovo                                                  | Sette fili di canapa                                        |
| ZPLT 34186         | 1983          | Amedeo Minghi                                                      | 1950                                                        |
| ZPLT 34211         | 1984          | Artisti Vari                                                       | Dieci anni ITaliani                                         |

### 33 giri- Serie ZL
| Numero di catalogo | Anno | Interprete      | Titoli                   |
| ------------------ | ---- | --------------- | ------------------------ |
| ZL 71678           | 1988 | Paola Turci     | Ragazza sola ragazza blu |
| ZL 71804           | 1988 | Tito Schipa Jr. | Dylaniato                |
| ZL 74154           | 1989 | Paola Turci     | Paola Turci              |
| ZL 74521           | 1990 | Paola Turci     | Ritorno al presente      |
| ZL 75043           | 1991 | Paola Turci     | Candido                  |

### 33 giri-Serie ITV
| Numero di catalogo | Anno          | Interprete       | Titoli                         |
| ------------------ | ------------- | ---------------- | ------------------------------ |
| ITV 001            | 1989          | Roberto Kunstler | Mamma Pilato non mi vuole più  |
| ITV 002            | 1989          | Marco Conidi     | Ferragosto '66                 |
| ITV 003            | 4 aprile 1991 | Marco Conidi     | Marco conta uno due tre        |
| ITV 004            | 5 aprile 1991 | Roberto Kunstler | Eclettico ecclesiastico (1991) |
| ITV 005            | 1992          | Marcello Murru   | Murru                          |

### CD
| Numero di catalogo | Anno | Interprete                      | Titoli                                                |
| ------------------ | ---- | ------------------------------- | ----------------------------------------------------- |
| 74321 10402 1-2    | 1992 | Enzo Carella                    | Carella De Carellis                                   |
| 74321 11080 2      | 1992 | Enzo Di Luozzo                  | Le mani di Mozart                                     |
| 74321 12441 1-2    | 1992 | Daniela Colace                  | Cosa ha fatto Rosa                                    |
| 74321 12574 2      | 1992 | Companions' Carmina             | Companions' Carmina - (Lucio Morelli e Alfredo Rizzo) |
| ZL 75354           | 1992 | Roberto Mariani                 | Orchestraspettacolomariani                            |
| 74321 13416 2      | 1993 | Artisti Vari                    | E noi qui insieme per la musica                       |
| 74321 14512 2      | 1993 | Francesca Schiavo               | Schiavo                                               |
| 74321 17931 2      | 1993 | Roberto Mariani                 | Il pane quotidiano                                    |
| 74321 19571 2      | 1994 | Francesca Schiavo               | Losaicivuoleamore                                     |
| 74321 19572 2      | 1994 | Daniela Colace                  | Io, Rosa e il mio amico Neal                          |
| 74321 19573 2      | 1994 | Paideja                         | Venti propizi                                         |
| 74321 21792 2      | 1994 | Sergio Cammariere               | Teste Rasate - (Colonna sonora)                       |
| 74321 24298 2      | 1994 | Montaluna                       | Montaluna                                             |
| 74321 25697 2      | 1995 | Nunzio Fabrizio e Paolo Mancini | V.J. D.O.C. It's magic                                |
| 74321 26787 2      | 1995 | Francesca Schiavo               | Francesca!!!                                          |
| 74321 26788 2      | 1995 | Giulio Candiolo                 | Atti impuri                                           |
| 74321 26789 2      | 1995 | Enzo Carella                    | Se non cantassi sarei Nessuno                         |
| 74321 30076 2      | 1995 | Enrico Sognato                  | Scambierei le figurine con Chiunque                   |
| 74321 30844 2      | 1995 | Artisti Vari                    | Luna di giorno - Le canzoni di Pier Paolo Pasolini    |
| NR 2050 2          | 1997 | Tawa                            | Ritmo loco                                            |
| 489942 2           | 1998 | Nino Manfredi                   | Nino Manfredi - Tanto pe' canta'                      |
| 491223 2           | 1998 | Artisti Vari                    | Arrivederci Roma                                      |
| 491224 2           | 1998 | Artisti Vari                    | Er mejo parcoscenico der monno                        |
| 491363 2           | 1998 | Stefano Borgia                  | Con chi lo guardi questo cielo                        |
| 491898 2           | 1998 | Luciano Francisci               | Il mercante di fiori - Domino                         |
| 493075 2           | 1998 | Diego Cugia                     | Jack Folla - Alcatraz                                 |
| 496153 2           | 1999 | Claudio Simonetti               | New Age for you - (Musiche di Stelvio Cipriani)       |
| s.n.               | 1999 | Simone Valzania                 | L'età dell'orzo - Sigle New Age del III millennio     |

### Q DISC
I Q Disc sono stati una serie di emissioni lanciate dalla RCA Italiana (e quindi anche dalle etichette satelliti, come la IT) che racchiudevano 4 canzoni in un 33 giri; dopo quattro anni questo supporto smise di essere prodotto.
| Numero di catalogo | Anno | Interprete                           | Titoli                       |
| ------------------ | ---- | ------------------------------------ | ---------------------------- |
| ZPGT 33423         | 1982 | N.A.T.O.                             | Logica (Die Logik)           |
| ZPGT 33436         | 1982 | Stradaperta                          | Figli dei figli della guerra |
| ZPGT 33448         | 1984 | Luciano Rossi                        | Azzurre bugie                |
| ZPGT 33449         | 1984 | Tony Cicco/Mario Schilirò/Dino Kappa | Forza Tre                    |

### 45 giri
| Numero di catalogo | Anno    | Interprete                                     | Titoli                                                               |
| ------------------ | ------- | ---------------------------------------------- | -------------------------------------------------------------------- |
| ZT 7001            | 1970    | Mario e Giosy Capuano                          | Concerto per voce, piano e sogni/Dragster                            |
| ZT 7002            | 1970    | Rosalino                                       | Pà diglielo a mà/Occhi di lillà                                      |
| ZT 7003            | 1970    | Nino Manfredi                                  | Tanto pe cantà/affaccete nunziata                                    |
| ZT 7004            | 1970    | Rosalino                                       | Passeggiata/Dolce Susanna                                            |
| ZT 7005            | 1970    | Elza Soares                                    | Maschera negra/Che meraviglia                                        |
| ZT 7006            | 1970    | Jordan                                         | Il colore dell'amore/Un fiore, una bugia                             |
| ZT 7007            | 1970    | Rosalino                                       | Fino a morire/Felicità                                               |
| ZT 7008            | 1970    | Aria                                           | L'amore che mi dai/Un amore sprecato                                 |
| ZT 7009            | 01-1971 | Ennio Morricone                                | Vamos a matar compañeros / Il pinguino                               |
| ZT 7010            | 1971    | Nino Manfredi                                  | Per grazia ricevuta/Me pizzica, me mozzica                           |
| ZT 7011            | 1971    | Fiorenzo Fiorentini                            | Ma cos'è questa crisi/Giacinto                                       |
| ZT 7012            | 1971    | Rosalino                                       | Il gigante e la bambina/Strade su strade                             |
| ZT 7013            | 05-1971 | Ennio Morricone                                | Chi mai (canta Lisa Gastoni) / Chi mai (strumentale)                 |
| ZT 7014            | 1971    | Nino Manfredi                                  | W S. Eusebio/Me pizzica, me mozzica                                  |
| ZT 7015            | 1971    | Capitolo Sei                                   | M'innamorai di te/L'amavamo in tre                                   |
| ZT 7016            | 1971    | Fiorenzo Fiorentini                            | Cento campane/Partenza amara                                         |
| ZT 7017            | 1971    | Marcella Bartoli                               | Rimani rimani rimani/Non so cos'è                                    |
| ZT 7019            | 1971    | Rosalino / Nino Manfredi                       | Il gigante e la bambina/Me pizzica, me mozzica                       |
| ZT 7020            | 1971    | Marina Pagano                                  | Sacco e Vanzetti/Sò bammanella 'e copp 'e quartiere                  |
| ZT 7022            | 1971    | Fiorella Mannoia                               | Mi gira la testa/Ore sei                                             |
| ZT 7023            | 1971    | Le Impressioni                                 | Il prete rosso/E la fine della vita                                  |
| ZT 7024            | 1972    | Nino Manfredi / Guido e Maurizio De Angelis    | Trastevere/Kerry                                                     |
| ZT 7025            | 1972    | Rosalino Cellamare                             | Figlio mio padre mio/Cielo di maggio cielo di giugno                 |
| ZT 7026            | 1972    | Nino Manfredi                                  | Trastevere/M'è nata all'improvviso una canzone                       |
| ZT 7027            | 1972    | Rosalino Cellamare                             | Storia di due amici/Prova a immaginare                               |
| ZT 7028            | 1972    | Don Powell                                     | 100.001/Black man                                                    |
| ZT 7029            | 1972    | Orchestra Sandro Blonksteiner                  | Causa di divorzio/A zonzo per la città                               |
| ZT 7030            | 1972    | Nino Manfredi                                  | M'è nata all'improvviso una canzone/Storia di Pinocchio              |
| ZT 7031            | 1972    | Nino Manfredi / Andrea Balestri                | Storia di Pinocchio / Andrea Pinocchio                               |
| ZT 7032            | 1972    | Le Impressioni                                 | Appassionatamente lei/Promenade                                      |
| ZT 7033            | 1972    | Raffaella Perruzzi                             | Cenerentola/Primo giorno di giugno                                   |
| ZT 7034            | 1972    | Capitolo Sei                                   | Il grande spirito / Sole di notte                                    |
| ZT 7036            | 1972    | Enrico Montesano / Guido e Maurizio De Angelis | Fortuna sì, fortuna no / Fortune for two                             |
| ZT 7037            | 1972    | Antonello Venditti                             | Ciao uomo/Roma capoccia                                              |
| ZT 7039            | 1972    | Nino Manfredi                                  | Girolimoni/Fataltango                                                |
| ZT 7040            | 1972    | Orchestra Riz Ortolani                         | Girolimoni/Fataltango (versioni strumentali)                         |
| ZT 7041            | 1972    | Maurizio Bigio                                 | Ad ovest c'è il mare/Lady moonlight                                  |
| ZT 7042            | 1972    | Nino Manfredi                                  | Cuore con la Q/Almeno una volta all'anno                             |
| ZT 7043            | 1972    | Rosalino Cellamare                             | Il bosco degli amanti/Questa casa questo cuore                       |
| ZT 7045            | 1973    | Francesco De Gregori                           | Alice/I musicanti                                                    |
| ZT 7047            | 1973    | Kammamuri's                                    | I Love You Maryanna/Jaqueline                                        |
| ZT 7048            | 1973    | Antonello Venditti                             | L'orso bruno/E li ponti so' soli                                     |
| ZT 7049            | 1973    | Pier Maria Bologna                             | Biciclette fiori e nuvole/(Strumentale)                              |
| ZT 7050            | 1973    | Jenny Mc Kean / Guido e Maurizio De Angelis    | Mammasantissima / Il fox dell'irlandese                              |
| ZT 7051            | 1972    | Maurizio Bigio                                 | È l'amore che va/Nei giardini della luna                             |
| ZT 7052            | 1972    | Giorgio Lo Cascio                              | Ninna nanna/Lettera dal fronte lontano                               |
| ZT 7054            | 1974    | Rino Gaetano                                   | Tu forse non essenzialmente tu/E la vecchia salta con l'asta         |
| ZT 7055            | 1974    | Anastasia Dellisanti                           | La parola mai/Un'immagine di noi                                     |
| ZT 7056            | 1974    | Silvio Testi                                   | Che buio c'è/Buongiorno Marianne                                     |
| ZT 7057            | 1974    | Rino Gaetano                                   | Tu forse non essenzialmente tu/I tuoi occhi sono pieni di sale       |
| ZT 7058            | 1974    | Pierrot Lunaire                                | Raipure/Arlecchinata                                                 |
| ZT 7059            | 1975    | Gianni Togni                                   | Come sempre/Forse                                                    |
| ZT 7060            | 1975    | Rino Gaetano                                   | Ma il cielo è sempre più blu/Ma il cielo è sempre più blu (2ª parte) |
| ZT 7061            | 1975    | Carmelita Gadaleta                             | Come va via la pasqua/Samba della speranza                           |
| ZT 7062            | 1976    | Rino Gaetano                                   | Mio fratello è figlio unico/Sfiorivano le viole                      |
| ZT 7063            | 1976    | Carmelita Gadaleta                             | Naufragio a Milano/Sandro trasportando                               |
| ZT 7064            | 1976    | Rino Gaetano                                   | Berta filava/Mio fratello è figlio unico                             |
| ZT 7066            | 1976    | Enzo Carella                                   | Fosse vero/Si rivede ragazza                                         |
| ZT 7068            | 1976    | Olimpia Di Nardo                               | Er cane/La notte che j'ho regalato                                   |
| ZBT 7071           | 1977    | Maria Monti                                    | La mazurchica/Dulcinea                                               |
| ZBT 7074           | 1977    | Carmelita Gadaleta                             | Canzone di città/Residui passivi                                     |
| ZBT 7075           | 1977    | Emma Muzzi Loffredo                            | E io ca sugnu bedda/Tiritera di Bagheria                             |
| ZBT 7077           | 1977    | Enzo Carella                                   | Malamore/L'anima pagliacciona                                        |
| ZBT 7078           | 1977    | Rino Gaetano                                   | Aida/Escluso il cane                                                 |
| ZBV 7080           | 1977    | Odeon                                          | Disco Baby (Anghingò)/Disco Boy                                      |
| ZBT 7081           | 1977    | Rino Gaetano                                   | Aida/Spendi spandi effendi                                           |
| ZBT 7085           | 1978    | Grazia Di Michele                              | Da zero/I sogni                                                      |
| ZBT 7086           | 1978    | Rino Gaetano                                   | Gianna/Visto che mi vuoi lasciare                                    |
| ZBV 7090           | 1978    | Odeon                                          | Pipertime (1ª parte)/Pipertime (2ª parte)                            |
| ZBT 7091           | 1978    | Rino Gaetano                                   | Nuntereggae più/E cantava le canzoni                                 |
| ZBT 7094           | 1978    | Enzo Carella                                   | Amara/Carmè                                                          |
| ZBT 7098           | 1978    | Sergio Caputo                                  | Libertà dove sei/Giorni di festa                                     |
| ZBT 7116           | 1979    | Stani Labonia                                  | Amarsi/E Jennifer non sa                                             |
| ZBT 7127           | 1979    | Enzo Carella                                   | Barbara/Veleno                                                       |
| ZBT 7130           | 1979    | Geremia Blue                                   | Mai cchiù/Ciao                                                       |
| ZBT 7138           | 1979    | Max Catalano                                   | Lola (Yes Sir That's My Baby)/I Think Of You                         |
| ZBT 7149           | 1979    | Alfredo Cohen                                  | Valery/Roma                                                          |
| ZBT 7162           | 1979    | Stani Labonia                                  | 6878/Paola                                                           |
| ZBT 7164           | 1980    | Super Quadro                                   | America del $/Agata tu, Agata io                                     |
| ZBT 7165           | 1980    | Grazia Di Michele                              | Sera/Tu puoi fingere                                                 |
| ZBT 7211           | 1981    | Zeffer(Era D'Acquario)                         | Washington/Stereovenezia                                             |
| ZBT 7228           | 1981    | Mario Castelnuovo                              | Oceania/Sangue fragile                                               |
| ZBT 7248           | 1982    | Mario Castelnuovo                              | Sette fili di canapa/Viale dei persi                                 |
| ZBT 7252           | 1982    | Terra                                          | Angeli e dinosauri/Silenzio il tempo gira                            |
| ZBT 7257           | 1982    | Andrea Andrea                                  | Passami vicino (città bianca)/Un amico così                          |
| ZBT 7267           | 1982    | N.A.T.O.                                       | Logica/Monsieur le President                                         |
| ZBT 7302           | 1982    | Il caso Bambati                                | Viva/Non c'è rimasto niente                                          |
| ZBT 7318           | 1983    | Amedeo Minghi                                  | 1950/Sottomarino                                                     |
| ZBT 7329           | 1983    | Lando Fiorini / Olimpia Di Nardo               | Amore giallorosso/Come se po' spiegà cos'è l'amore                   |
| ZBT 7349           | 1983    | Nino Manfredi                                  | Che bello sta' co' te/Per Daniela (Adagio)                           |
| ZB 7528            | 1985    | Bamboo                                         | Je suis Bamboo/Time bomb                                             |
| ZB 7529            | 1985    | Blossom child                                  | I pray/Shoddy goods                                                  |
| ZB 7549            | 1986    | Sergio Endrigo                                 | Canzone italiana/Le ragazze                                          |
| ZB 7550            | 1986    | Paola Turci                                    | L'uomo di ieri/Ritratti                                              |
| ZB 41175           | 1987    | Paola Turci                                    | Primo tango/Quanto ho tenuto ai miei pensieri                        |
| ZB 41299           | 1987    | Blossom child                                  | Psycho/Your brain                                                    |
| ZB 41645           | 1987    | Piccoli e grandi fans                          | Il ballo del che cos'è/Il ballo del che cos'è (strumentale)          |
| ZB 41647           | 1987    | Paola Turci                                    | Mi chiamo Luka/Luci e misteri di Cinecittà                           |
| IT 423             | 1987    | Susanna Parigi / Francesco Scarcelli           | Un anello di fumo/Donne e motori                                     |
| ZB 41823           | 1988    | Paola Turci                                    | Sarò bellissima/Trasmissione radiofonica d'amore                     |
| ZB 42675           | 1989    | Paola Turci                                    | Bambini/Paura di vivere (La lettera)                                 |
| VIN 45323          | 10-1989 | Marco Conidi                                   | La porta del cielo/Chi l'ha detto che l'anima non c'è                |
| ZB 43519           | 1990    | Paola Turci                                    | Ringrazio Dio/Quel fondo di luce buona                               |
| ZB 44109           | 1990    | Paola Turci                                    | Frontiera/Ne placi synok                                             |
| VIN 45322          | 1991    | Nino Manfredi                                  | Viale del re/La ballata di Ciceruacchio                              |
| VINX 259           | 1991    | Nino Manfredi                                  | Viale del re/La ballata di Ciceruacchio                              |